# Cerro Colorado
Cerro Colorado é uma comuna da província de Córdoba, na Argentina.